# Lundellianthus
Lundellianthus là một chi thực vật có hoa trong họ Cúc (Asteraceae).

## Loài
Chi Lundellianthus gồm các loài: